# Molly Wessely

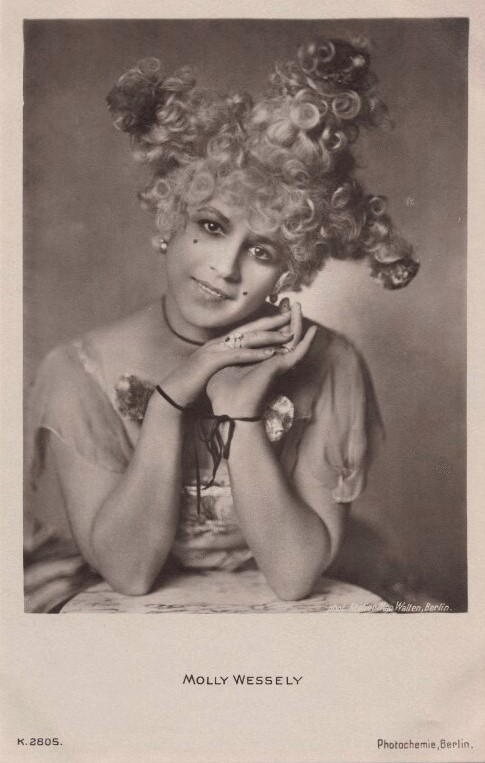
Molly Wessely in einem Bühnenkostüm auf einer Fotografie von Mac Walten

Molly Wessely (auch Molly Wesely; * 29. Oktober 1889 als Margarete Franziska Veselý in Berlin; † 10. Mai 1963 ebenda) war eine deutsche Schauspielerin und Operettensängerin.

## Leben
Die geborene Margarete Veselý war die jüngste von sechs Töchtern des Klempnermeisters Lambert Veselý und seiner Frau Johanna, geb. Sedlacek. Ihre Eltern stammten aus Böhmen. 1909 begann sie ihre Bühnenkarriere mit einem Engagement am Gebrüder-Herrnfeld-Theater. Nach einer Zwischenstation am Residenztheater kam sie 1915 ans Metropoltheater, wo sie bis nach dem Ende des Ersten Weltkriegs verpflichtet blieb. Parallel zu ihrer Bühnentätigkeit nahm sie Gesangsunterricht bei Ludwig Mantler.
Nachdem sie bereits 1914 einmal vor der Kamera gestanden hatte, trat sie von 1918 bis 1922 in einigen Filmproduktionen mit Hauptrollen in Erscheinung. An Silvester 1919 heiratete sie den Regisseur und Theaterleiter Martin Zickel, nachdem zuvor beide an der Herstellung der Stummfilmoperette Die Sylvesterwette beteiligt gewesen waren.
In den 1920er Jahren nahm Molly Wessely kaum mehr Festengagements wahr, beteiligte sich aber als Sängerin an mehreren Rundfunkproduktionen. Von 1930 bis 1932 war sie unter der Direktion ihres Gatten Ensemblemitglied der Komischen Oper Berlin. Nach dessen Tod scheint sie sich zunehmend ins Privatleben zurückgezogen zu haben. Sie starb 1963 in Berlin-Charlottenburg.

## Filmografie
- 1914: Lulu, die Löwentänzerin
- 1918: Wer nicht in der Jugend küsst
- 1919: Frau Hempels Tochter
- 1919: Die Sylvesterwette
- 1919: Baccarat
- 1919: Hannemann, ach Hannemann
- 1920: Die Beichte einer Toten
- 1922: Im Löwenkäfig